# Пакур (округ)
Пакур (хинди पाकुड़ जिला; англ. Pakur) — округ в индийском штате Джаркханд. Образован в 1994 году из части территории округа Сантхал-Паргана. Административный центр — город Пакур. Площадь округа — 1806 км². По данным всеиндийской переписи 2001 года население округа составляло 701 664 человека. Уровень грамотности взрослого населения составлял 30,6 %, что значительно ниже среднеиндийского уровня (59,5 %). Доля городского населения составляла 5,1 %.